# Краснодарський крайовий художній музей імені Ф. Я. Коваленка
Краснодарський крайовий художній музей імені Ф. Я. Коваленка — один з найстаріших художніх музеїв на Північному Кавказі.
Фонд музею налічує близько 13 000 творів живопису, графіки, скульптури та декоративно-ужиткового мистецтва. Колекція російського мистецтва дуже різноманітна: від ікон основних шкіл російського іконопису: новгородської, московської та північної до авангардного мистецтва 20-30-х років XX століття.
Особливо цінні напрямки, представлені в колекції музею: російський авангард, японська кольорова ксилографія (XVIII — сер. XIX ст.), мистецтво Нідерландів XVI ст., російський і радянський живопис, а також екслібрис (XVIII—XX ст.).

## Історія
Засновник музею — Федір Якимович Коваленко (1866—1919). З 1924 року по 1993 рік музей носив ім'я А. В. Луначарського, наркома освіти РРФСР. Ім'я Ф. А. Коваленко повернуто музею в квітні 1993 року.

## Галерея

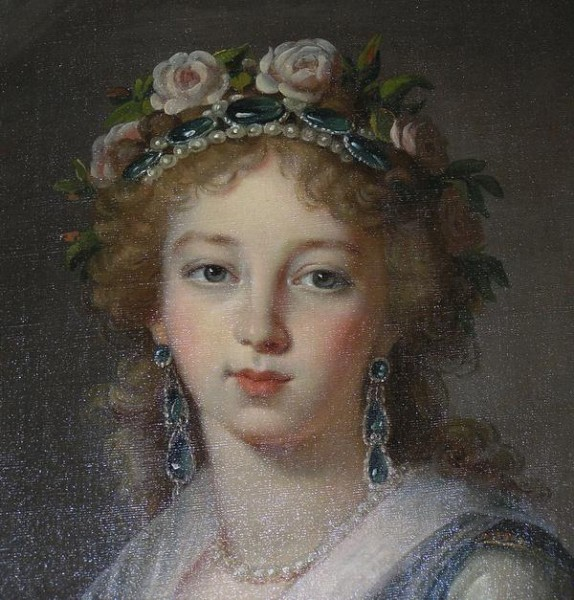
Елізабет Віже-Лебрен. Портрет в.кн. Єлизавети Олексіївни
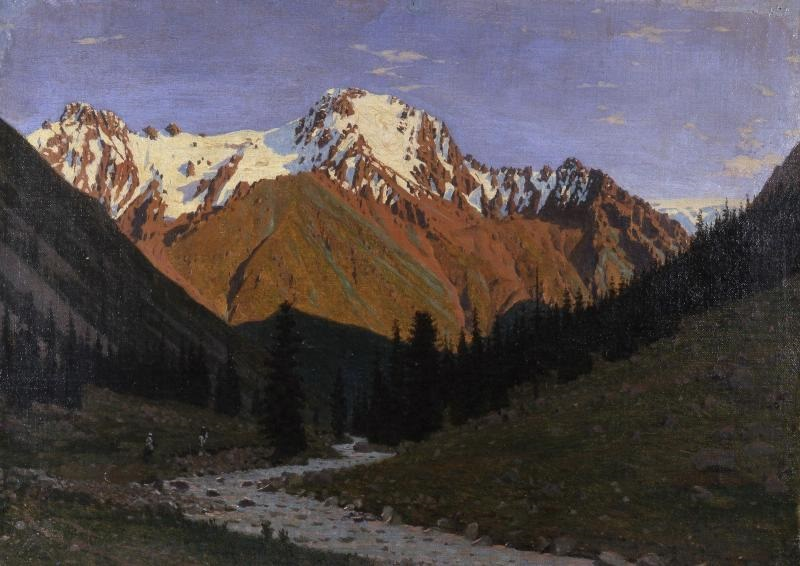
Василь Верещагін. Прохід Барскаун
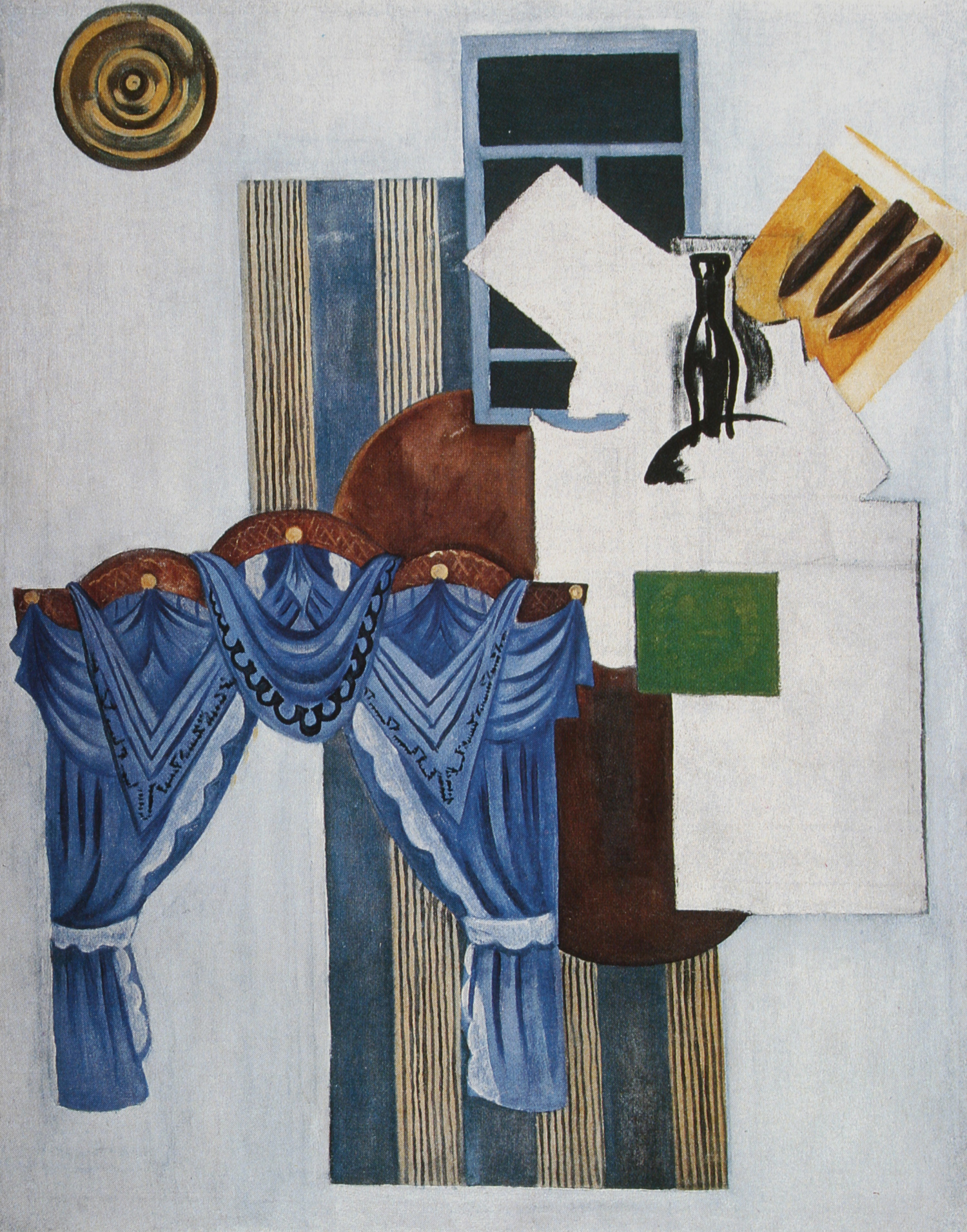
Ольга Розанова. Кімната
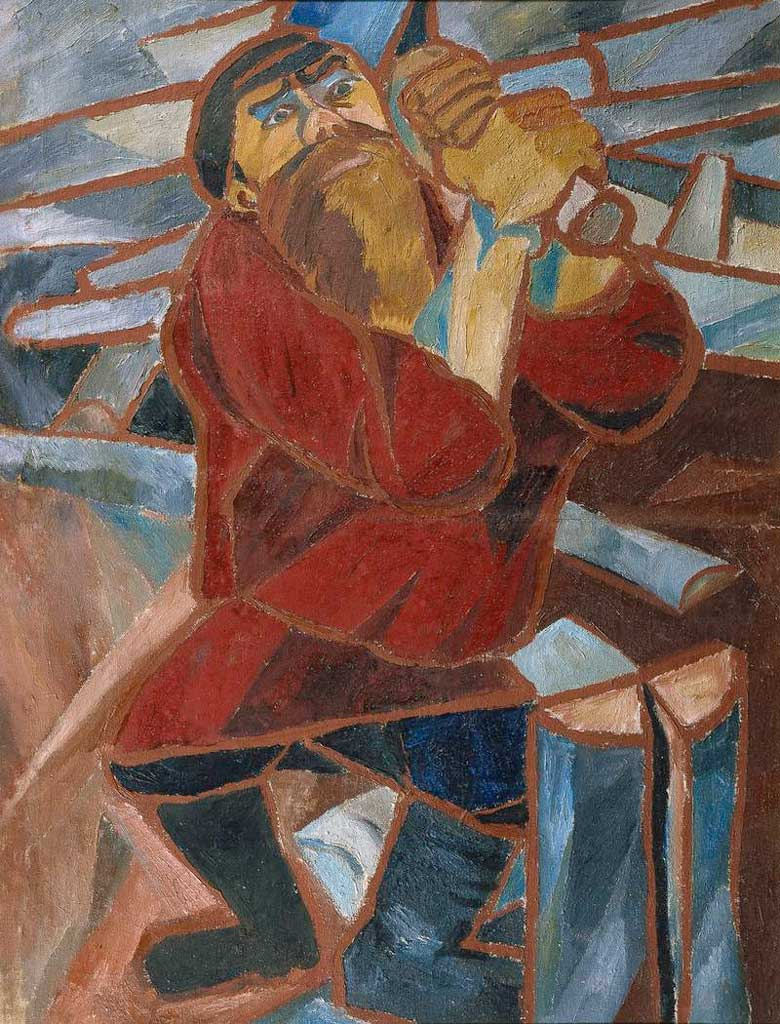
Наталія Гончарова. Дровокол